# Stéphane Grosselin
Stéphane Grosselin est un footballeur français né le 1er janvier 1967 à Charleville-Mézières (Ardennes). Il évoluait milieu de terrain.

## Biographie
Cet ardennais fait une grande partie de sa carrière à Valenciennes. 
Vaillant capitaine[réf. souhaitée], il est l'un des artisans de la remontée en Division 1 en 1992 du club du Hainaut. 
Au total, Stéphane Grosselin dispute 32 matchs en Division 1 et 319 matchs en Division 2.

## Carrière de joueur
- 1983-1985 : FCO Charleville (DH Nord-Est et Division 4)
- 1985-1993 : US Valenciennes Anzin (Division 2 et Division 1)
- 1993-1997 : FCO Charleville (Division 2)[1]

## Palmarès
- Vice-Champion de France de D2 en 1992 avec l'US Valenciennes Anzin